# Louis-Marthe de Gouy d'Arsy
Louis-Marthe, marqués de Gouy d'Arsy o d'Arcy (15 de julio de 1753-París, 23 de julio de 1794) fue un militar francés. Murió guillotinado tras ser juzgado por un Tribunal Revolucionario tras la Conspiración de las prisiones.

## Biografía
Era teniente general, al igual que su padre Louis de Gouy d'Arsy, en el gobierno de la Isla de Francia en el departamento de Vexin. En 1788 pasa a ser caballero de San Luis, gran baile de espada de los bailajes de Melun y Moret y administrador de la Compañía de Aguas de París. En las elecciones de 1789, fue elegido diputado por Saint-Domingue en los Estados Generales. Francmasón (Logia de la Candeur) en el Oriente de París, era adjunto del duque de Chartres, entonces gran maestre masón.

## Servicios prestados
- 1768: Mosquetero en la segunda compañía de Su Majestad
- 1770: Teniente en el regimiento de Besançon del Real Cuerpo de Artillería
- 1774: Capitán al mando del Regimiento de Dragones de la Reina.
- 1782: Mariscal de campo segundo del regimiento de coraceros del rey
- 1783: Capitán reformado en el regimiento de Dragones de la Reina
- 1786: Caballero de San Luis
- 1789: Coronel en el 2.º regimiento de coraceros del Rey
- 26 de julio de 1791: Coronel del 6.º Regimiento de Dragones
- 6 de febrero de 1792: General de Brigada

- Datos: Q3260736
- Multimedia: Louis-Marthe de Gouy d'Arsy / Q3260736